# 鉢形城

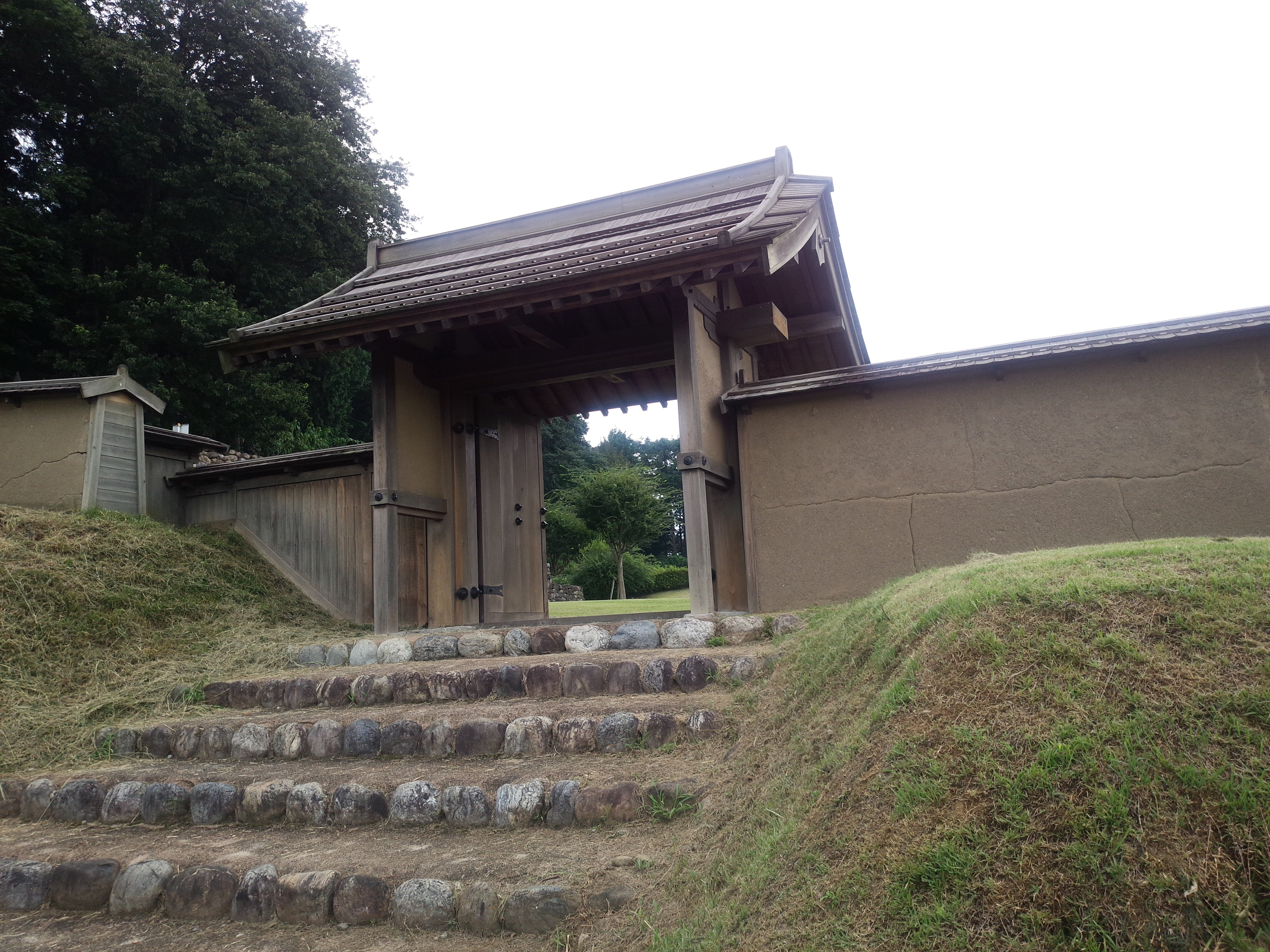
三の曲輪に復元された四脚門

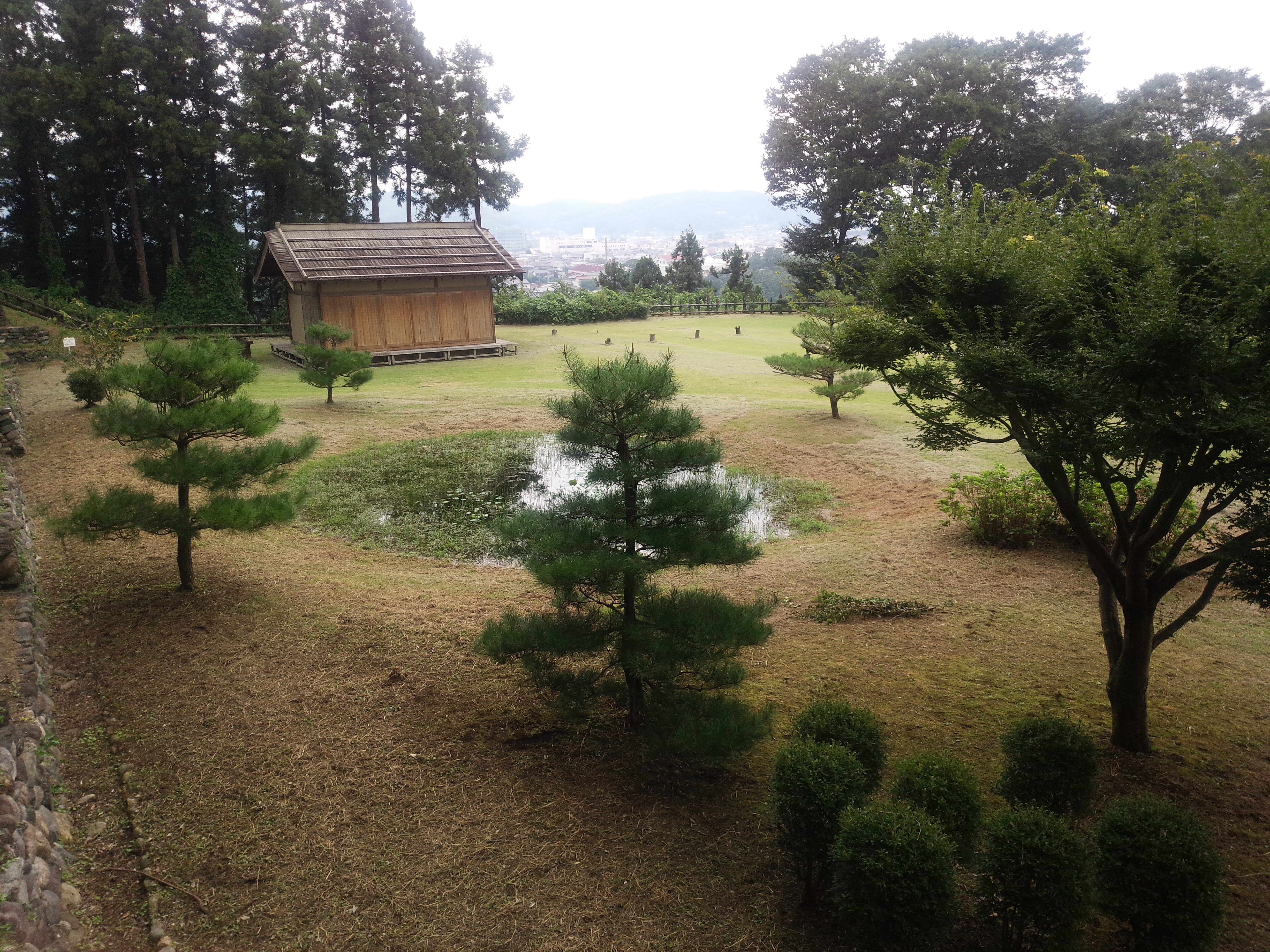
秩父曲輪

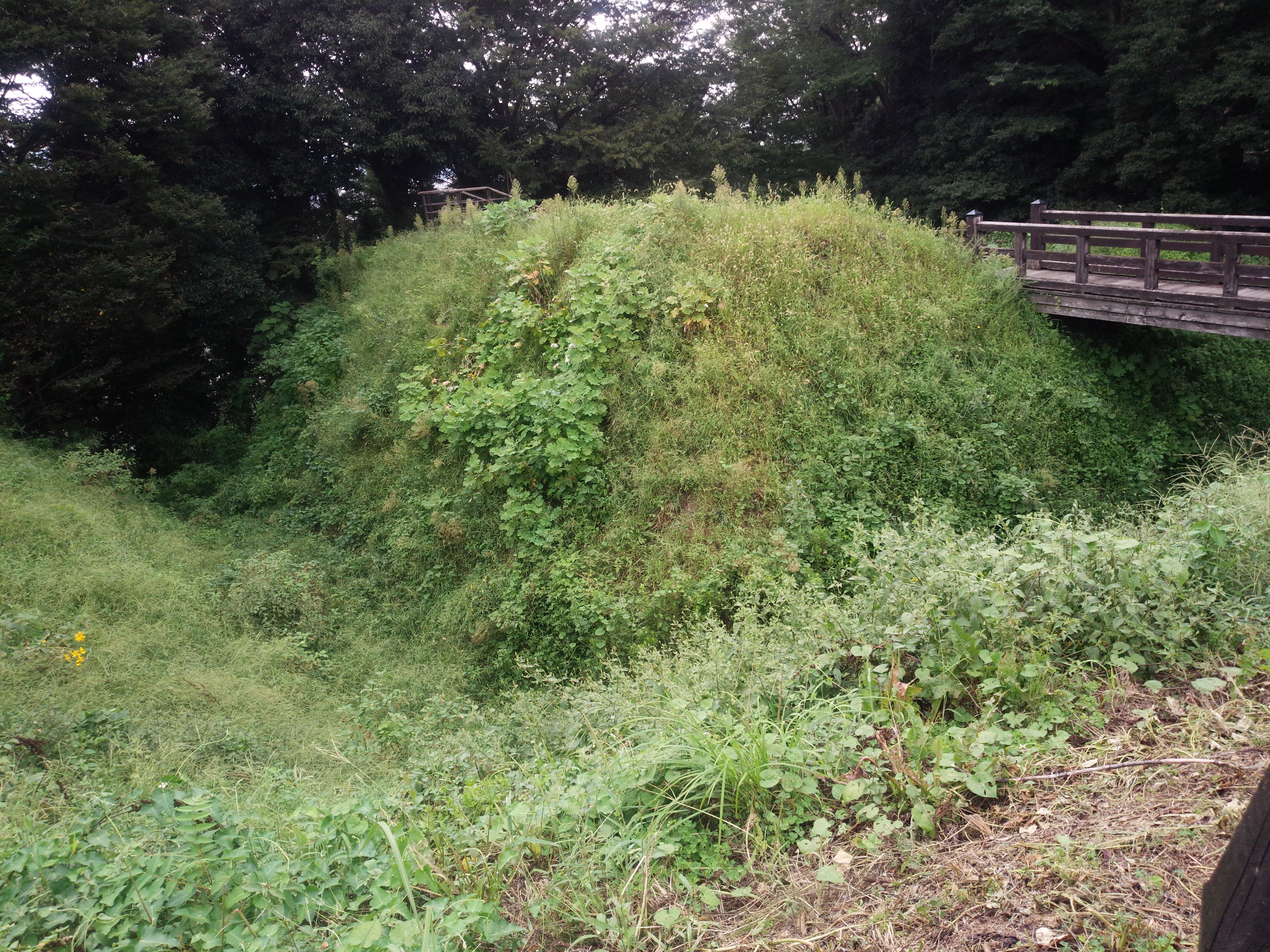
三の曲輪と二の曲輪間の曲輪

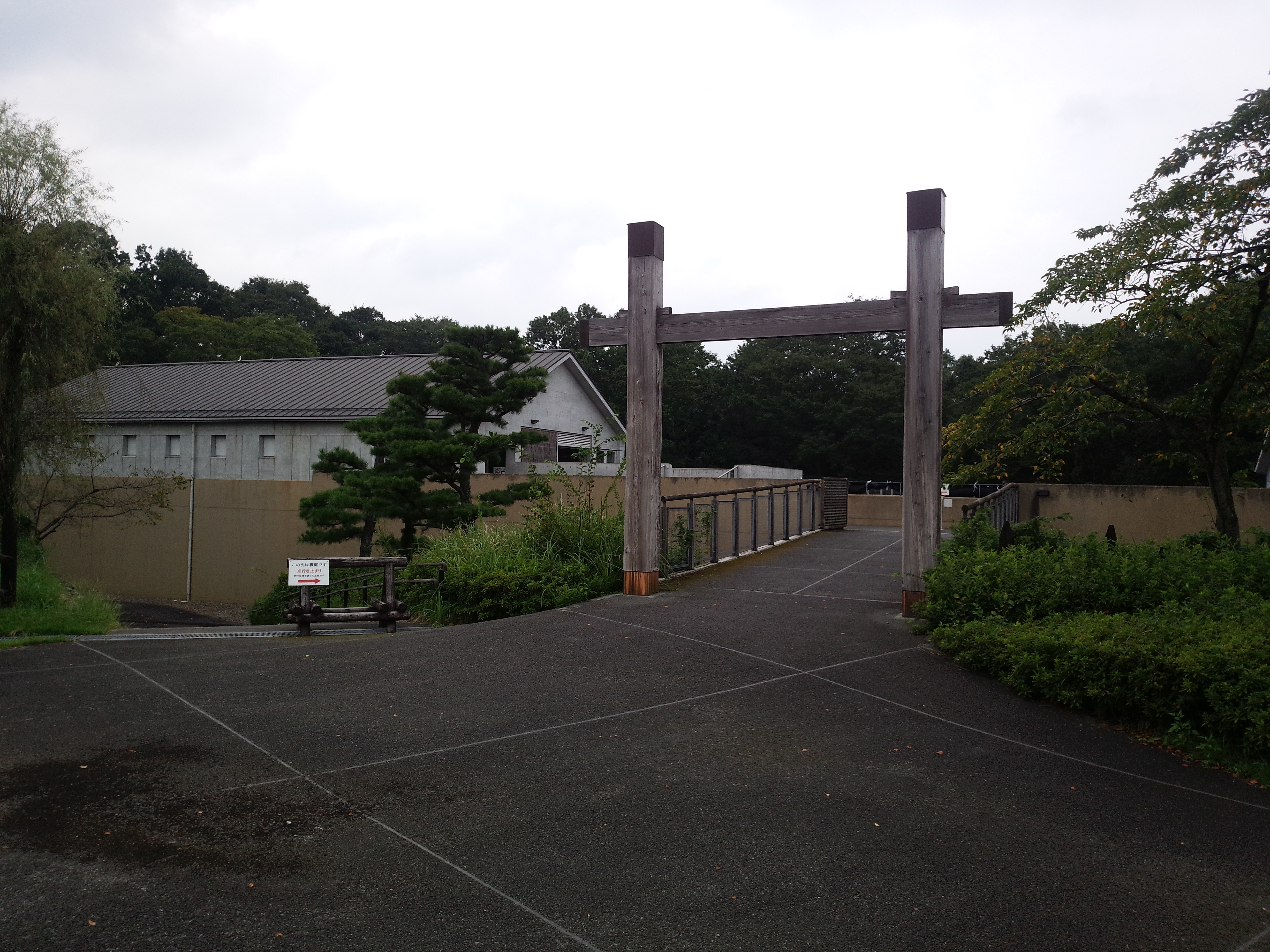
鉢形城歴史館

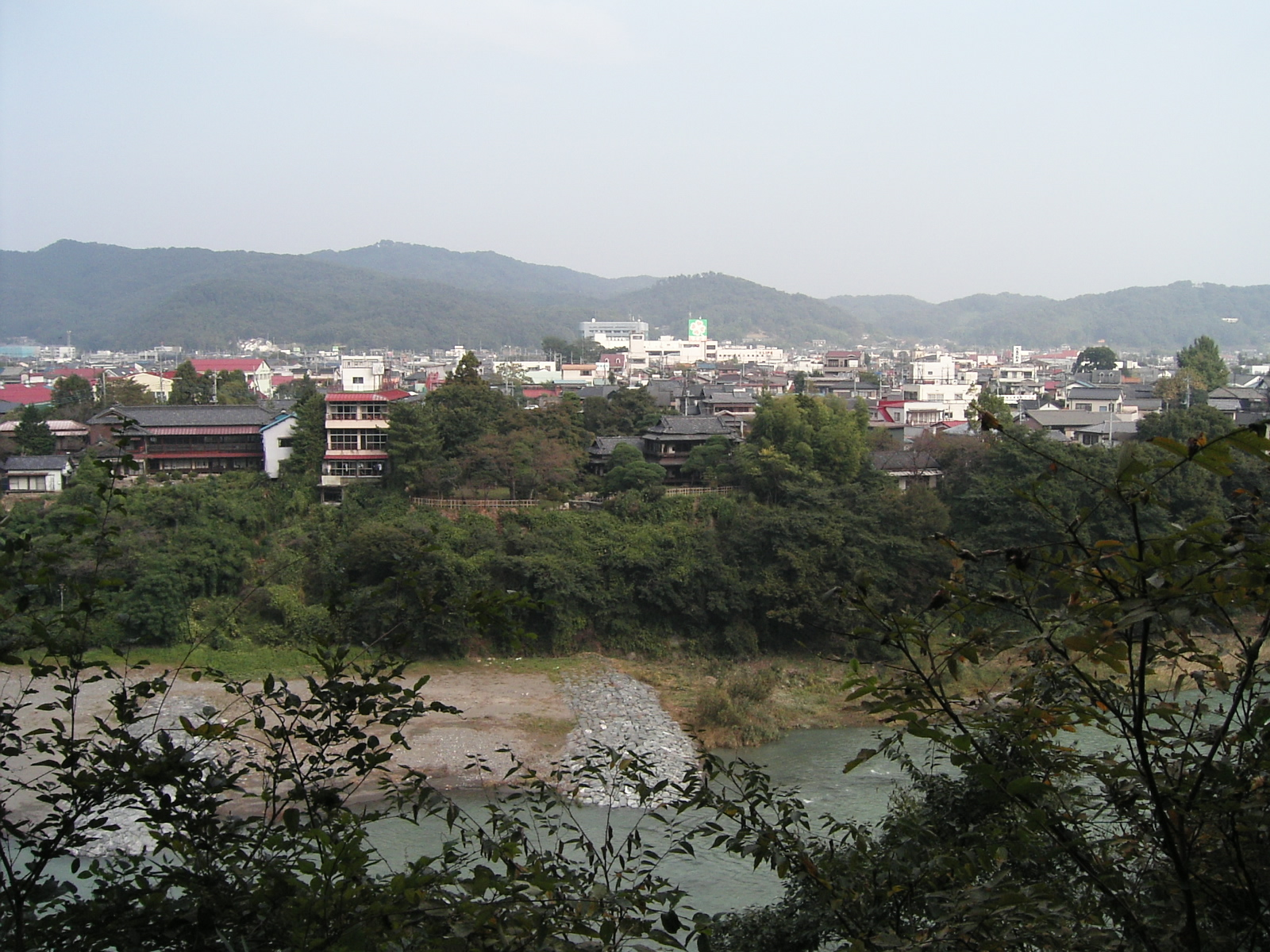
本丸跡から見た荒川と寄居町

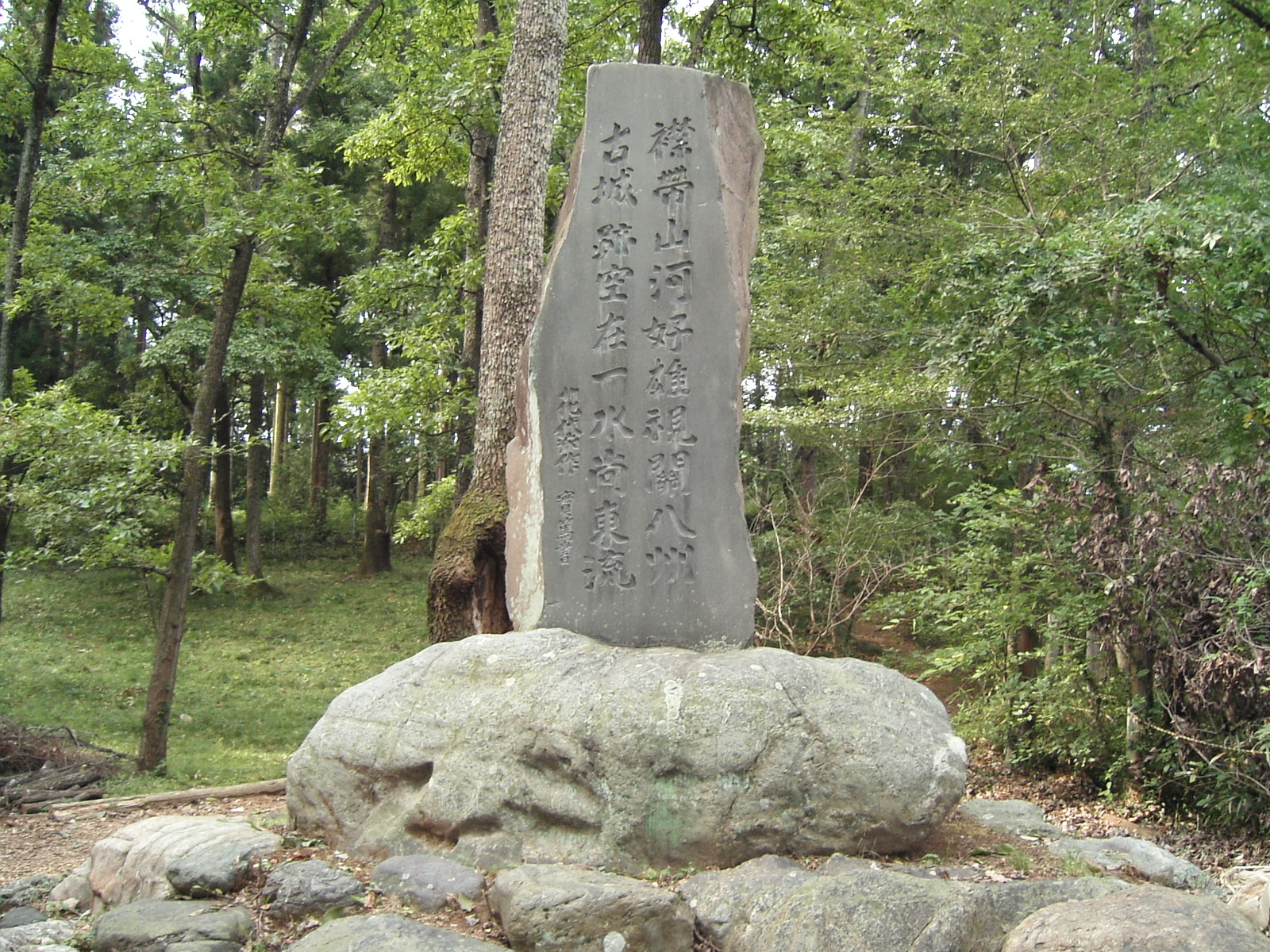
本丸跡にある田山花袋漢詩碑

鉢形城（はちがたじょう）は、埼玉県大里郡寄居町大字鉢形にあった戦国時代の日本の城。構造は連郭式平山城。標高は最高点(三の曲輪)で122m。

## 概要
鉢形城は、深沢川が荒川に合流する付近の両河川が谷を刻む断崖上の天然の要害に立地し、その縄張りは唯一平地部に面する南西側に大手、外曲輪、三の曲輪（三ノ丸）の三つの郭を配し、両河川の合流地点である北東側に向かって順に二の曲輪（二ノ丸）、本曲輪（本丸）、笹曲輪と、曲輪が連なる連郭式の構造となっている。搦手、本丸、二ノ丸、三ノ丸および諏訪曲輪には塹壕をともない、また北西側の荒川沿岸は断崖に面する。
初めて築城したのは関東管領山内上杉氏の家臣である長尾景春と伝えられている。その後、小田原の後北条氏時代に北条氏邦によって整備拡張され、後北条氏の上野国支配の拠点となったほか、甲斐・信濃からの侵攻による最前線として重要な役割を担っていた。その後、下野国遠征の足がかりともなったが、その滅亡とともに廃城となった。
また跡地の周辺には殿原小路や鍛冶小路などの小路名が伝わっており、小規模ながら初期的な城下町が形成されていたことが窺える。
関東地方に所在する戦国時代の城郭としては比較的きれいに残された城のひとつといわれる。1932年（昭和7年4月19日）に「鉢形城跡」（はちがたじょうあと）として国の史跡に指定された。1984年（昭和59年）からは寄居町による保存事業が開始された。現在は鉢形城公園（はちがたじょうこうえん）として整備され、園内にはガイダンス施設である鉢形城歴史館が設置されている。
稀に見る頑強な要害だったとされ、武田信玄、上杉謙信、前田利家、上杉景勝らの数度の攻撃に耐え、小田原征伐では3万とも5万とも言われる北国軍に包囲されて1ヶ月に渡って籠城したのちに「開城」という形になった。

## 構造
城跡は西南旧折原村を大手口とし、東の旧鉢形村を搦手としている。本丸、二の丸、三の丸、秩父曲輪、諏訪曲輪などがあり、西南部には侍屋敷や城下町の名前が伝えられており、寺院、神社があり、土塁、空堀も残存する。

## 歴史・沿革
- 1473年（文明5年）6月、山内上杉氏の家宰であり、同家の実権をふるった長尾景信が古河公方足利成氏を攻める途中、戦闘は優位に進めたものの景信自身は五十子において陣没した。長尾家の家督を継いだのは景信の嫡男長尾景春ではなく弟長尾忠景であり、山内上杉家の当主上杉顕定も景春を登用せず忠景を家宰とした。長尾景春はこれに怒り、1476年（文明8年）、武蔵国鉢形の地に城を築城し、成氏側に立って顕定に復讐を繰り返すこととなる。これが鉢形城の始まりである。
- 1478年（文明10年） 扇谷上杉氏の家宰太田道灌が鉢形城を攻め、ようやく上杉顕定が入城した[4]。
- 1488年（長享2年） 扇谷の上杉定正が鉢形城の上杉顕定を攻めるため兵をおこし、城の近くで両軍が遭遇して高見原の戦いが起こった。このとき、定正は戦闘には勝利したものの鉢形城は落とすことができず撤退した。
- 1494年（明応3年） 上杉定正は再度鉢形城の顕定を攻めようと伊勢盛時（北条早雲）とともに高見原に打って出たが、定正はこのとき荒川渡河中に落馬して死去した。以後、上杉顕定の存命中、鉢形城はその手にあり、顕定の後を継いだ養子の上杉顕実（実父は古河公方足利成氏）も鉢形城を拠点とした。
- 1512年（永正9年） 上杉顕実は同じ顕定の養子であった上杉憲房[5]の軍に包囲されて鉢形城は落城、顕実は命を助けられたものの山内上杉家当主の座を失った。
- 1515年（永正12年） 憲房は山内上杉氏の家督を継ぎ、同年に顕実が死ぬと関東管領職をも継いだ。しかし、家臣として仕えていた長尾景春が離反し、扇谷上杉家の上杉朝興、相模の後北条氏2代北条氏綱、甲斐の武田信虎などとの長年にわたる抗争のなか、1525年（大永5年）3月に病没した。後を養子の上杉憲寛[6]が継いだが、のちに争いの末、実子の上杉憲政が継いだ。
- 1546年（天文15年） 北条氏3代北条氏康が川越城を包囲した上杉朝定・上杉憲政を打ち破る河越夜戦が起き、それに勝利して北条氏が武蔵国における覇権を確立した。
- 1564年（永禄7年）この地方の豪族であった藤田康邦に入婿した、北条氏康の四男北条氏邦が鉢形城へ入城した[7]。以後、鉢形城は北条氏の北関東支配の拠点となった。その後も戦略上の重要性から、各地の戦国大名の攻防の場となっており、1569年（永禄12年）には武田信玄による攻撃を受け、1574年（天正2年）には、上杉謙信が城下に火を放っている。
- 1590年（天正18年） 豊臣秀吉による小田原征伐がはじまり、鉢形城は前田利家・上杉景勝・真田昌幸、徳川家康麾下の浅野長政、本多忠勝、島田利正、鳥居元忠 らの連合軍 (35000) に包囲され、北条氏邦の老臣黒澤上野介ら (3000) が約1か月の籠城戦を戦ったのち、開城した。その後、徳川家康の関東討入にともない、成瀬正一、日下部定好が代官となって周辺の統治を行った。

### 現代
- 1932年（昭和7年）4月19日 遺構の残存状況がきわめて良好な考古資料であり、関東地方の戦国時代の状況を示す文献資料も豊富に残されていることから、「鉢形城跡」として国の史跡に指定された。
- 2006年（平成18年）4月6日 日本100名城（18番）に選定された。

## 氏邦桜

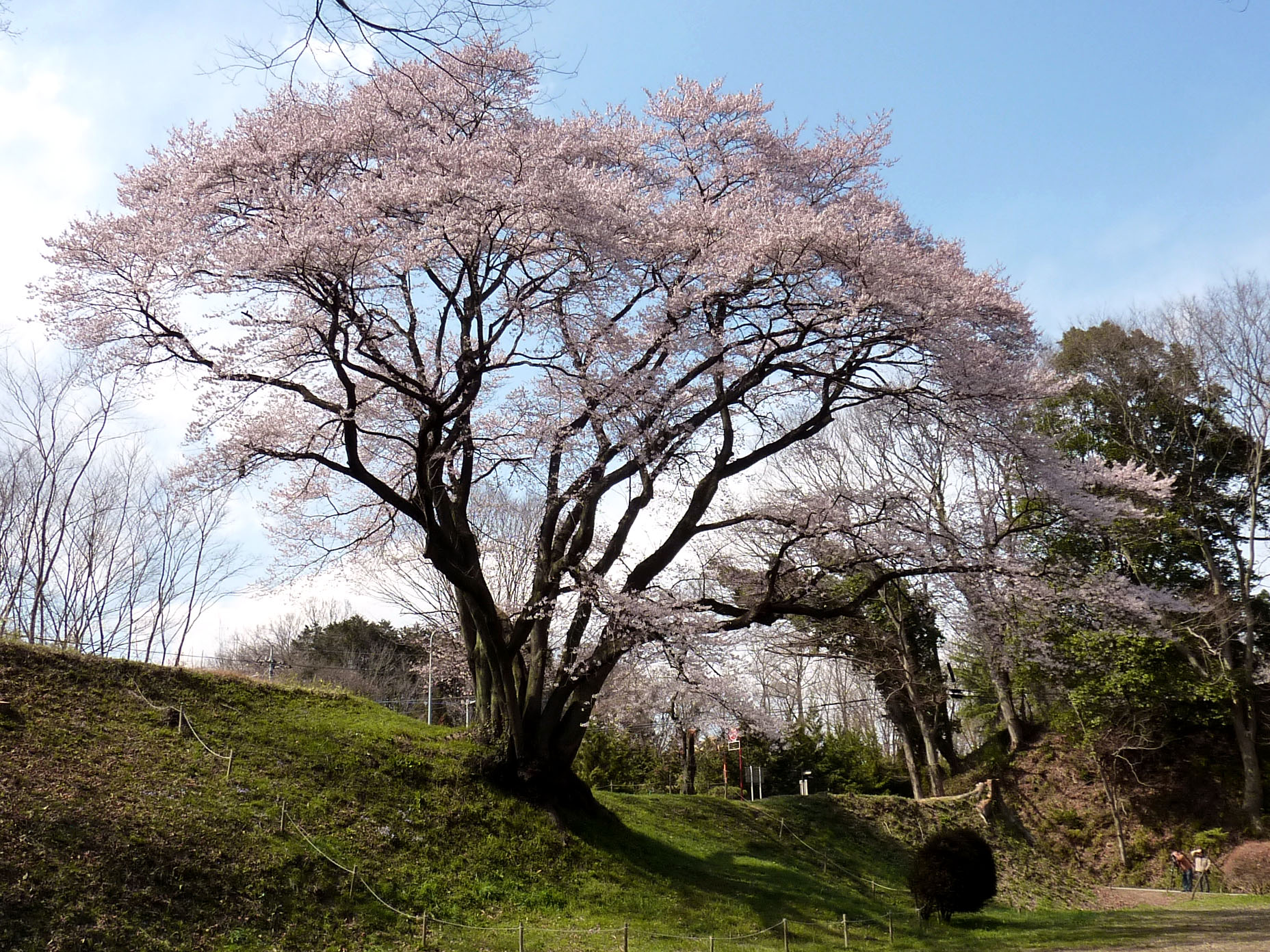
鉢形城に土塁上にあるエドヒガン

城跡内には町天然記念物に指定されているバラ科サクラ属の植物の一種「エドヒガン」が生存している。このエドヒガンは、一旦伐採され2本幹の株元から12本の芽が成長した珍しいものである。
2009年（平成21年）現在で樹齢は約150年。高さは18m、枝張りは、東西23.5m／南北21.8mで、根回りは6.5mほどもある。
ソメイヨシノの片親である「エドヒガン」であるが、名前のとおり関東ではソメイヨシノよりやや早めの彼岸のころ満開となり、満開の時期には多くの写真家や画家が訪れる。
2018年、寄居町は鉢形城主の北条氏邦にちなんでこの樹の愛称を「氏邦桜」とした。

## 現地情報

### 所在地
- 埼玉県大里郡寄居町鉢形2496-2

### 交通アクセス
鉄道・バス
- 東武東上線・秩父鉄道秩父線・JR八高線 寄居駅下車。
  - 徒歩約25分。または、イーグルバス（元東秩父村営バス）「和紙の里」行きで「鉢形城歴史館前」下車、徒歩約5分

自動車
- 関越自動車道花園ICから国道140号バイパスで秩父・長瀞方面へ約6km、15分
- 無料駐車場有。